# Richard Schunke
Richard Hernán Schunke (Posadas, 26 novembre 1991) è un calciatore argentino, difensore dell'Independiente del Valle.

## Carriera
Richard Schunke cresce calcisticamente nell’Almagro, club argentino con cui debutta tra i professionisti nel 2011. Difensore centrale dotato di fisicità e buona lettura del gioco, si afferma come titolare inamovibile della squadra, collezionando 145 presenze e 8 reti nell’arco di sei stagioni nel campionato argentino di Primera B Nacional.
Nel 2017 si trasferisce in Ecuador al Deportivo Cuenca, con cui disputa una stagione da titolare accumulando 43 presenze e segnando 2 gol nella Serie A ecuatoriana.
Le sue prestazioni gli valgono il trasferimento, nel 2018, all’Independiente del Valle, una delle principali squadre ecuadoriane. Con il club di Sangolquí si afferma come colonna portante della difesa, disputando oltre 140 partite e contribuendo al raggiungimento di importanti traguardi a livello nazionale e internazionale.

## Palmarès

### Club

#### Competizioni nazionali
- Campionato ecuadoriano: 1

Independiente del Valle: 2021

#### Competizioni internazionali
- Coppa Sudamericana: 2

Independiente del Valle: 2019, 2022
- Recopa Sudamericana: 1

Independiente del Valle: 2023